# Fuerza Aérea del Perú

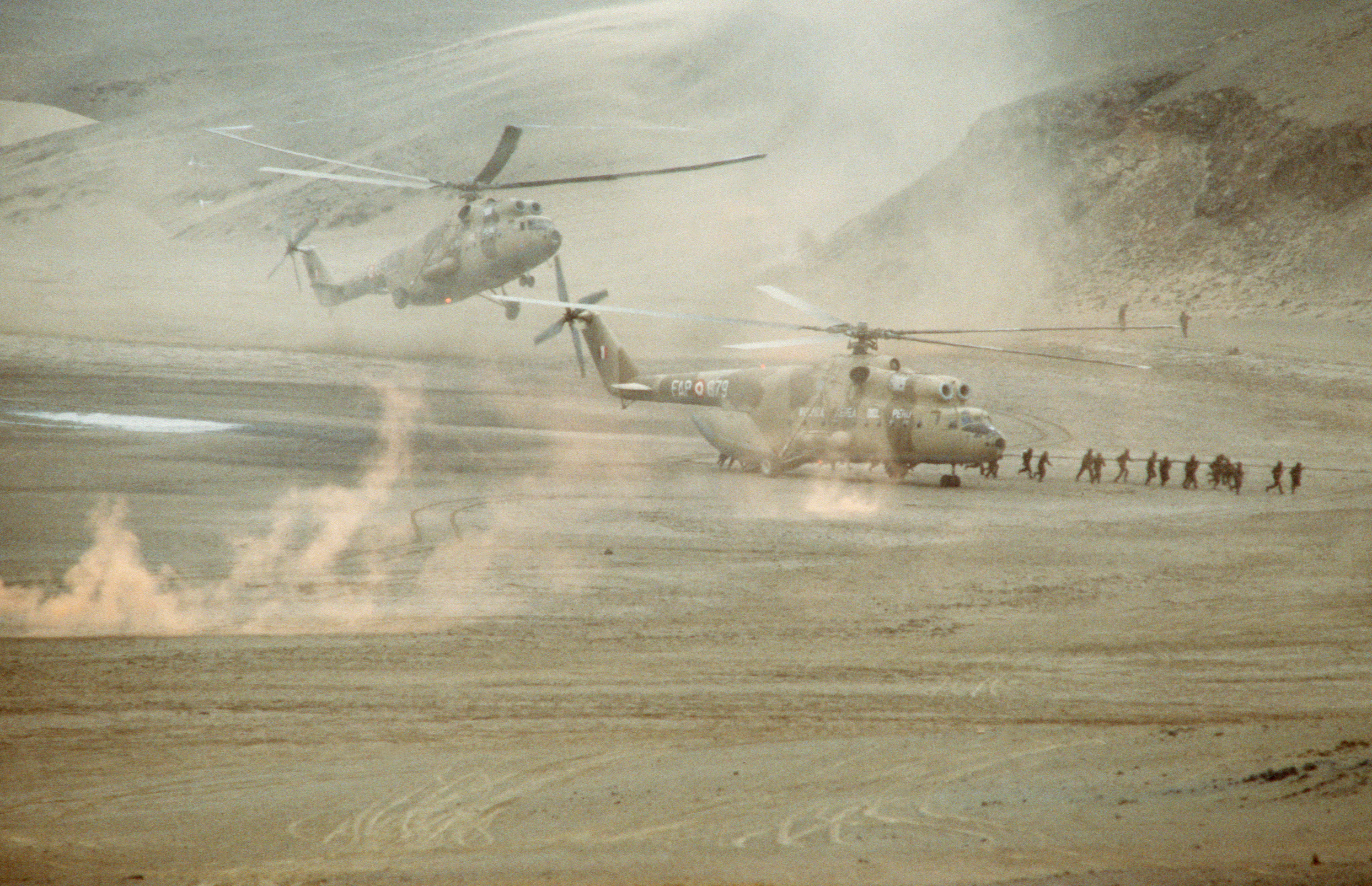
Mil Mi-6 della FAP durante esercitazioni.

La Fuerza Aérea del Perú, spesso abbreviata in FAP, e conosciuta internazionalmente con la denominazione in lingua inglese Peruvian Air Force, è l'attuale aeronautica militare del Perù e parte integrante delle forze armate peruviane. Come le altre forze armate del paese opera sotto il controllo del Comando Conjunto de las Fuerzas Armadas del Perú.

## Origini
L'aeronautica militare peruviana venne costituita il 20 maggio 1929 con la denominazione di Cuerpo de Aviación del Perú, fino ad allora sotto il comando della Marina de Guerra del Perú. Dopo pochi anni venne coinvolta nel suo primo evento bellico, la guerra colombo-peruviana del 1932-1933, scontrandosi con la Fuerza Aérea Colombiana. Successivamente assunse la nuova denominazione di Cuerpo Aeronáutico del Perú coinvolto nuovamente, nel 1938, in un altro conflitto locale, la guerra ecuadoriano–peruviana, nel quale si distinse per un atto eroico il pilota José Quiñones Gonzáles, a cui venne da quel momento intitolata l'aeronautica militare peruviana.
Nel 1950 assunse l'attuale denominazione Fuerza Aérea del Perú. Nei primi mesi del 1995, viene coinvolta nuovamente in un episodio bellico con l'Ecuador nell'Alto Cenepa, una zona di confine tra i due stati sulla Cordigliera del Condor (Ande), e chiamata guerra del Cenepa o guerra dell'Alto Cenepa.

## Aeromobili in uso
Sezione aggiornata annualmente in base al World Air Force di Flightglobal del corrente anno. Tale dossier non contempla UAV, aerei da trasporto VIP ed eventuali incidenti accorsi durante l'anno della sua pubblicazione. Modifiche giornaliere o mensili che potrebbero portare a discordanze nel tipo di modelli in servizio e nel loro numero rispetto a WAF, vengono apportate in base a siti specializzati, periodici mensili e bimestrali. Tali modifiche vengono apportate onde rendere quanto più aggiornata la tabella.
| Aeromobile                           | Origine       | Tipo                                                | Versione (denominazione locale) | In servizio (2024) | Note | Immagine |
| Aerei da combattimento               |               |                                                     |                                 |                    | |          |
| Dassault Mirage 2000                 | Francia       | Caccia multiruoloconversione operativa              | Mirage 2000PMirage 2000DP       | 92                 | 12 esemplari consegnati tra il 1985 e il 1988, sono stati sottoposti a un primo upgrade nel 1996-1998, e un secondo nel 2009-2014. Un Mirage 2000P monoposto è stato perso in un incidente l'11 aprile 2024. |          |
| Sukhoi Su-25 Frogfoot                | Russia        | aereo da attacco al suoloconversione operativa SEAD | Su-25KSu-25UBK                  | 26                 | 10 Su-25K e 8 Su-25UB ex bielorussi acquistati nel 1996. Consegnato nel 1997-1998. Nel 2004-2005 gli 8 biposto sono stati sottoposti a un upgrade denominato "COMADREJA" che gli ha conferito capacità SEAD. Dei 18 esemplari in organico all'ottobre 2019, 10 esemplari (6 Su-25K e 4 Su-25UBK) vengono aggiornati nei principali componenti e dei sistemi avionici, nuovi paracadute freni, pezzi di ricambio, documentazione tecnica e infine, revisione dei motori Tumansky R-95Sh.                                                                               |          |
| Cessna A-37 Dragonfly                | Stati Uniti   | Aereo da attacco leggero                            | A-37B                           | 20                 | 36 consegnati nel 1975-1977, ai quali si sono aggiunti altri 17 esemplari ex USAF tra il 1992 e il 2002. Di queste macchine 10 sono state ammodernate nel 2002 e le altre ritirate, mentre altre 8 sono state cedute dalla Corea del Sud nel febbraio 2010. |          |
| Aerei per impieghi speciali          |               |                                                     |                                 |                    | |          |
| Fairchild C-26 Metroliner            | Stati Uniti   | Aereo da ricognizione                               | C-26B                           | 3                  | 4 ceduti dagli Stati Uniti nel 2005. |          |
| Learjet 36                           | Stati Uniti   | ELINT                                               | LJ-36B                          | 2                  | 2 entrati in servizio nel 2012-2013. |          |
| Aerei per rifornimento in volo       |               |                                                     |                                 |                    | |          |
| Lockheed KC-130 Hercules             | Stati Uniti   | aereo per il rifornimento in volo                   | KC-130H                         | 2                  | 2 KC-130H ex Aeronautica spagnola acquisiti a dicembre 2020. I due velivoli sono stati consegnati il 16 febbraio 2021. |          |
| Aerei da trasporto                   |               |                                                     |                                 |                    | |          |
| Lockheed C-130 Hercules              | Stati Uniti   | aereo da trasporto                                  | L-100-20                        | 2                  | 2 L-100-20 ricevuti alla fine del 1970, 1 L-100-20 nell'aprile del 1972, 3 L-100-20 tra il dicembre 1976 e il marzo 1977 e 2 L-100-20 nel marzo 1981. 3 esemplari sono in magazzino ed utilizzati come fonte per parti di ricambio. 2 C-130D e 5 C-130A acquistati di seconda mano negli Stati Uniti rispettivamente nel 1986 e nel 1988, ma ritirati dopo pochi anni. I due L-100-20 superstiti sono stati aggiornati in base al programma AMP dalla Astronautics Corporation of America, la quale ha dotato la cabina di pilotaggio di una nuova avionica digitale. |          |
| Alenia C-27J Spartan                 | Italia        | aereo da trasporto                                  | C-27J                           | 4                  | 2 C-27J acquistati a novembre 2013 e 2 alla fine del 2014, con consegne completate tra marzo 2015 e dicembre 2017. Opzione per ulteriori 2 esemplari esercitata a luglio 2024. |          |
| Boeing 737                           | Stati Uniti   | aereo da trasporto VIPaereo da trasporto            | 737-528737-400F                 | 10                 | 4 acquistati tra il 2001 e il 2006. Un ulteriore Boeing 737-400F è stato acquistato di seconda mano a novembre 2020. |          |
| Antonov An-32 Cline                  | Ucraina       | aereo da trasporto                                  | An-32B                          | 1                  | 16 An-32B acquistati ai tempi dell'Unione Sovietica, utilizzati tra il 1987 e il 2002, poi ritirati. 6 esemplari acquistati in Ucraina nel 1995. |          |
| de Havilland Canada DHC-6 Twin Otter | Canada        | aereo da trasporto                                  | DHC-6-300DHC-6-400              | 212                | 24 tra DHC-6-100 e DHC-6-300 acquistati a partire dal 1967. 12 DHC-6-400 ordinati a dicembre 2010. |          |
| Pilatus PC-6                         | Svizzera      | aereo da trasporto leggero                          | PC-6                            | 1                  | |          |
| Bombardier Learjet 45                | Canada        | aereo da trasporto                                  | LJ-45XR                         | 1                  | |          |
| Beechcraft B360 Super king Air       | Stati Uniti   | aereo da trasporto leggero MedEvac                  | B360C                           | 1                  | 2 B360C ordinati, di cui uno a dicembre 2022 ed un secondo a settembre 2023. Primo esemplare consegnato ad inizio ottobre 2024 ed entrato in servizio alla fine dello stesso mese. |          |
| Aerei da addestramento               |               |                                                     |                                 |                    | |          |
| Alenia Aermacchi MB-339              | Italia        | Aereo da addestramento                              | MB-339AP                        | 5                  | 16 esemplari consegnati nel 1981-1982. |          |
| Embraer EMB-312 Tucano               | Brasile       | Aereo da addestramento                              | A-27                            | 17                 | 30 acquistati tra il 1987 e il 1992, 3 persi e 6 venduti all'Angola. |          |
| KAI KT-1 Torito                      | Corea del Sud | Aereo da addestramento                              | KT-1P                           | 19                 | 20 KT-1P acquistati nel novembre 2012; primi quattro esemplari consegnati tra l'ottobre ed il novembre 2014, ultimi sedici consegnati tra aprile 2014 e novembre 2016. Un KT-1P è stato perso in un incidente il 20 maggio 2025. |          |
| Zlín Z 242                           | Rep. Ceca     | Aereo da addestramento                              | Zlin Z 242 L                    | 3                  | 18 consegnati nel 1998. |          |
| Cessna T-41 Mescalero                | Stati Uniti   | Aereo da addestramento                              | T-41D                           | 6                  | |          |
| AMD CH-2000 Antarqui                 | Stati Uniti   | Aereo da addestramento                              | CH-2000M                        | 9                  | Fabbisogno di 18 CH-2000, i primi 3 consegnati a dicembre 2018. Uno dei primi 3 esemplari consegnati a dicembre 2018, è precipitato a febbraio 2019. Ulteriori 4 esemplari sono stati ordinati a luglio 2019. |          |
| Game Composites GB1 GameBird         | Regno Unito   | Aereo da addestramento                              | GB1                             | 1                  | 2 GB1 Game Bird ordinati a fine agosto 2024. Primo esemplare consegnato a novembre 2024. |          |
| Piper PA-34 Seneca                   | Stati Uniti   | Aereo da addestramento                              | P-34                            | 1                  | Utilizzati per l'addestramento su plurimotori. |          |
| Elicotteri                           |               |                                                     |                                 |                    | |          |
| Mil Mi-17 Hip                        | Russia        | elicottero da trasporto                             | Mi-8Mi-17-1V                    | 15                 | 15 tra Mi-8 e Mi-17-1V in servizio al febbraio 2022. |          |
| Mil Mi-24 Hind                       | Russia        | elicottero d'attacco                                | Mi-25 Hind-D                    | 16                 | 16 acquistati in parte nuovi e in parte di seconda mano tra il 1983 e il 1992, e tutti in fase di aggiornamento alla versione Mi-35P insieme a ulteriori 2 esemplari ex russi acquistati nel 2011 e già riconvertiti. |          |
| Bell 212                             | Stati Uniti   | elicottero utility                                  | Bell 212                        | 2                  | |          |
| Bell 412                             | Stati Uniti   | elicottero utility                                  | Bell 412EP                      | 1                  | In origine erano 2 aeromobili, attualmente uno è conservato presso la base aerea di Las palmas (Lima) all'esterno del Museo |          |
| Bölkow Bo 105                        | Germania      | elicottero leggero                                  | Bo 105LSA3                      | 3                  | 2 Bo 105LSA3 acquisiti nel 1989. Ulteriori 2 Bo 105LSA3 ex Policía Nacional non volanti dal 2015 sono stati ricevuti a giugno 2020 per valutarne un eventuale aggiornamento e immissione in servizio. Uno di questi due elicotteri è entrato in servizio a settembre 2021, portando a 3 il numero degli esemplari in organico. |          |
| Schweizer 300                        | Stati Uniti   | elicottero leggero da addestramento                 | Schweizer 300C                  | 4                  | |          |
| Enstrom F-280 Shark                  | Stati Uniti   | elicottero leggero da addestramento                 | F-280FX                         | 6                  | Fabbisogno di quantificato in 8 F-280FX, con i primi due ordinati a giugno 2019, i successivi due a metà del 2020, ed una terza coppia acquistata a ottobre 2023. I primi sei esemplari sono stati consegnati tra il 5 febbraio 2021 e il dicembre 2024. |          |

## Aeromobili ritirati
- Mikoyan-Gurevich MiG-29S Fulcrum - 18 esemplari (1996-2024)[45][8][46][6][47]
- Mikoyan-Gurevich MiG-29SE Fulcrum - 2 esemplari (1996-2024)[45][8][46][6][47]
- Lockheed C-130D Hercules - 2 esemplari (1986-?)[11]
- Lockheed C-130A Hercules - 5 esemplari (1988-?)[11]
- Bell 214ST - 6 esemplari (1983-?)[48]
- Boeing 737-200 - 5 esemplari (1998-2022)
- Harbin Y-12 II
- Dassault Falcon 20F
- Sukhoi Su-22M3/UM3 - 11 esemplari (?-?)
- BAC Canberra B(I)MK-8 - 9 esemplari (1956-2002)[49]
- BAC Canberra BMK-72 - 6 esemplari (1966-2002)[49]
- BAC Canberra B(I)MK-56 - 6 esemplari (1966-2002)[49]
- BAC Canberra B(I)MK-68 - 12 esemplari (1971-2002)[49]
- BAC Canberra T.MK-4 - 4 esemplari (1966-2002)[49]
- BAC Canberra B(I)MK-12 - 5 esemplari (1991-2002)[49]
- Dassault Mirage 5 - 12 esemplari (1970?-2002)
- Fokker F28 - 1 esemplare (?-?)
- Douglas DC-8 - 1 esemplare (?-?)
- Boeing 707 - 1 esemplare (?-?)
- Learjet 25 - 2 esemplari (?-?)
- North American F-86 Sabre - 26 esemplari (1955-1979)
- Lockheed P-80 Shooting Star - 16 esemplari (1958-1973)
- Republic P-47D Thunderbolt - 56 esemplari (1947-1963)[50]